# Classe Sariwon
La classe Sariwon (coréen :사리원급 코르벳), est une classe de corvette construite en Corée du Nord pour la marine populaire de Corée. Elle est basée sur les dragueurs de mines de la marine soviétique de Fugas-class minesweeper (en) construite entre 1933 et 1946. 
Stationnés sur la côte est, ces navires ont probablement été construits soit au chantier naval de Mayang-dong, soit au chantier naval de Bong Dao Bo. Ils portent le numéros de coque : 611, 612, 613, 614, 671.